# Liste der Monuments historiques in La Celle-les-Bordes
Die Liste der Monuments historiques in La Celle-les-Bordes führt die Monuments historiques in der französischen Gemeinde La Celle-les-Bordes auf.

## Liste der Bauwerke
| Bezeichnung                | Beschreibung                  | Standort              | Kennzeichnung | Schutzstatus | Datum | Bild           |
| -------------------------- | ----------------------------- | --------------------- | ------------- | ------------ | ----- | -------------- |
| Schloss                    | Erbaut ab dem 16. Jahrhundert | Rue du Village (Lage) | PA00087391    | Inscrit      | 1966  | weitere Bilder |
| Kirche St-Germain-de-Paris | Erbaut ab dem 11. Jahrhundert | (Lage)                | PA00087392    | Inscrit      | 1981  | weitere Bilder |

## Liste der Objekte
- Monuments historiques (Objekte) in La Celle-les-Bordes in der Base Palissy des französischen Kultusministeriums